# Загорульский, Эдуард Михайлович
Эдуа́рд Миха́йлович Загору́льский (бел. Эдуард Міхайлавіч Загарульскі; род. 18 декабря 1928 года, Тула) — белорусский историк и археолог. Крупнейший специалист по памятникам средневековья. Доктор исторических наук (1984), профессор (1986). Основатель кафедры археологии и специальных исторических дисциплин БГУ. Декан исторического факультета БГУ (1986—1991). Действительный член Белорусской Академии образования, заслуженный работник высшей школы Республики Беларусь. Основные научные интересы — древние города, этническая история Белоруссии, этногенез славян. Опубликовал более 100 научных работ в том числе свыше 10 авторских монографий и брошюр.

## Биография
Родился 18 декабря 1928 год в Туле. В 1953 году окончил исторический факультет МГУ, после чего переехал в Минск и продолжил учёбу в аспирантуре Института истории АН БССР. Окончив аспирантуру в 1957 году, работал младшим научным сотрудником сектора археологии Института истории. Во время археологических раскопок в Минске сумел определить общую планировку центра города XI—XIII веков, а также застройку и оборонительные укрепления.
С 1962 года работал в Белорусском государственном университете. Прошёл путь от преподавателя до декана исторического факультета (1986—1991). В 1963 году защитил кандидатскую диссертацию «Древний Минск: историко-археологический очерк». По инициативе Э. М. Загорульского в 1973 году в университете была открыта кафедра археологии, этнографии и вспомогательных исторических дисциплин, которую он возглавлял до 1997 года. В 1983 году защитил в Москве докторскую диссертацию в форме научного доклада «Древняя история Белоруссии».
В последние годы работы занимался в основном проблемой этногенеза славян. С 2015 года на пенсии. Живёт в Минске.

## Вищинский замок
В 1976 году на раскопках раннефеодального замка Вищин в Рогачёвском районе Гомельской области Загорульский обнаружил уникальный клад древнерусских украшений и серебряных платежных слитков XII—XIII веков. Коллега Загорульского А. Егорейченко рассказывал: 
Эдуард Михайлович в течение нескольких лет вел раскопки раннефеодального замка. Чтобы изучить внутривальные конструкции, определить время их сооружения, необходимо было прорезать окружающий замок земляной вал. Совершенно неожиданно на гребне насыпи, буквально под дёрном, был обнаружен клад. В него входили серебряные браслеты, причём некоторые из них с чернением, колты — височные украшения с эмалями, рясны, гривны и многое другое. Впервые в одном комплексе были найдены слитки трёх типов — киевские, новгородские и литовские. Ничего подобного на территории Беларуси ни до, ни после того не находили.

## Место основания Минска
В белорусской историографии традиционно спорным считается вопрос о месте основания города Минска. Научная проблема была выдвинута[когда?] известным историком А. Ясинским, который в статье «Менск — Немига — Дудутки» предположил, что изначальный Минск (летописный Мѣнскъ) находился не в центре современного города на реке Немиге (Немизе), а за чертой города, на реке Менке. Такое предположение основывается на летописном свидетельстве о походе Ярославичей (Изяслава Киевского, Святослава Черниговского и Всеволода Переяславского) на полоцкого князя Всеслава Брячиславовича. В результате похода Менск был сожжён, а уже после этого на некотором отдалении от города состоялась знаменитая битва на Немизе.
27 мая 1935 года в газете «Звязда» была опубликована заметка двух известных археологов А. Лявданского и А. Ковалени о раскопках в деревне Городище на реке Менке в 18 километрах южнее Минска. Ими было обнаружено большое земляное укрепление с высокими валами, селище и много курганных могил X—XI веков, найдены клады арабских и византийских монет, что свидетельствует о ведении активной торговли в поселении. Было сделано предположение что это поселение и есть изначальный Минск, получивший своё название от реки Менка и впоследствии перенесённый на современное место.

Гипотеза о местоположении изначального Минска на Менке крепко укрепилось и до недавнего времени этот вопрос в историографии считался в целом решённым. В обоснованности этой гипотезы впервые усомнился тогда ещё молодой Эдуард Загорульский. Во время празднования 900-летия Минска (1967) от заявил: «Ни одно из этих положений не было доказано». Обстоятельно свою позицию он изложил в книге «Возникновение Минска». В целом она сводится к тому, что Минск «никто никогда никуда не переносил», что изначальный Минск находился в самом центре современного. Летописное сообщение о том, что дружины Ярославичей после разрушения Менска направились «к Немизе» Загорульский объясняет тем, что недалеко от Минска существовало поселение с названием «Немиза», около которого и произошло сражение. И действительно, в «Списке русских городов дальних и ближних» конца XIV века встречается город Немиза, причём Менск в этом списке также присутствует. Вот что писал по этому поводу исследователь списка М. Н. Тихомиров: 
Остается неустановленным местоположение трёх городов: Березуеск, Немиза, Мченеск. Трудно предполагать, что речь идет ещё об одном городке на маленьком высохшем ручье Немига, на котором стоит Минск. К тому же Минск указан в Списке отдельно. Не было ли ещё какой-либо другой Немиги или Немизы, по имени которой и был назван город?
Также в подтверждение своей гипотезы Загорульский приводит многочисленный археологический материал, обнаруженный на раскопках в центре Минска. По мнению археолога, найденные в Минске находки (например, шейная гривна) датируются Х — первой половиной XI века, что подтверждает факт «непереноса» города. Также немаловажен и тот факт, что источники ничего не говорят о каком-либо изменении положения Минска, хотя в источниках XI век город упоминается более десяти раз.
Между тем, некоторые видные белорусские археологи поддерживают гипотезу Ясинского. Так, например, извечный оппонент Загорульского Г. В. Штыхов не согласен с датировкой минских находок и предполагает, что они относятся ко второй половине XI века, то есть ко времени уже после переноса города. Также Штыхов оперирует находками из деревни Городище (предполагаемого место изначально Минска), которые относятся к X—XI векам. Загорульский соглашаясь с датировкой находок городищенского селища, обращает внимание на то, что величественные валы были возведены никак не в XI веке, а гораздо позже — спустя 400—500 лет после того, как в деревня прекратила своё существование. Исходя же летописи, жители Менска укрылись от дружин Ярославичей за крепостными стенами, которых в деревне Городище никогда не было.
На данный момент (2024) проблема не имеет однозначного решения.

## Награды и премии
- Почётная грамота Национального собрания Республики Беларусь — «за многолетнюю плодотворную научно-педагогическую деятельность и большой личный вклад в развитие исторической науки»[9]

### Монографии
- Загорульский Э. М. Археология Белоруссии. — Минск, 1965.
- Загорульский Э. М. Древняя история Белоруссии. Очерки этнической истории и материальной культуры до IX в.. — Минск: изд-во БГУ им. В. И. Ленина, 1977.
- Загорульский Э. М. Возникновение Минска. — Минск: изд-во БГУ им. В. И. Ленина, 1982. — 358 с.
- Загорульский Э. М.; Кол.авт. Белорус. гос. политехн. акад. Генеалогия полоцких князей Изяславичей. — Минск: ВУЗ-ЮНИТИ, 1994. — 31 с. — ISBN 985-431-001-9.
- Загорульский Э. М. Начало формирования населения Белоруссии (дославянский период). — Минск: РИВШ и ГО, 1996. — 46 с. — ISBN 985-6299-05-5.
- Загарульскі Э. М. Заходняя Русь IX-XIII стст. — Минск: Універсітэцкае, 1998. — 240 с. — ISBN 985-09-0152-7.
- Загорульский Э. М. История Беларуси в кратком изложении. — Минск: Юнипресс, 2004. — 144 с. — (Вокруг света). — ISBN 985-474-026-9.
- Загорульский Э. М. Вищинский замок XII-XIII вв. — Минск: изд-во БГУ, 2004. — 159 с. — ISBN 985-485-053-6.
- Загорульский Э. М. Славяне: происхождение и расселение на территории Беларуси. — Минск: Белорусский государственный университет, 2012. 367 с.
- Загорульский Э. М. Белая Русь: с середины I тысячелетия до середины XIII века. — Минск, 2013.

### Статьи
- Загорульский Э. М. «Слово...» и западные земли Руси // Неман. — № 8. — С. 162—164.
- Загорульский Э. М. В поисках славянской прародины: этногенез славян // Выбраныя навуковыя працы Беларускага дзяржаунага універсітэта: у 7 т. — Минск: БДУ, 2001. — Т. 2 : Гісторыя. Філалогія. Журналістыка. — С. 28—35. — ISBN 985-445-538-6.
- Загорульский Э. М. Два городища около деревни Кистени // Каштоунасці мінуушчыны. — 2001. — Вып. 4. — С. 81—84.
- Загорульский Э. М. О времени и условиях формирования древнерусской народности // Ruthenica. — 2002. — Т. I, № 8. — С. 105—111.

### В соавторстве
- История Белорусской ССР. 1961.
- История Белорусской ССР. Т.1, 1972.
- Гісторыя БССР. Ч.1. 1981.
- Гістарычнае краязнаўства Беларусі. 1980.
- Гісторыі БССР. 1989.